# Spletna trgovina
Spletna trgovina je aplikacija, ki je dostopna s spletnim brskalnikom prek računalniškega omrežja. V zadnjem času postaja spletna trgovina čedalje bolj priljubljena med kupci. Prednosti na strani kupca so predvsem hitro primerjanje cen in lastnosti ter enostavno naročanje, prednosti na strani prodajalca pa so predvsem nižji stroški obratovanja v primerjavi z delovno silo, ki bi bila potrebna trgovina in stroški povezani s prodajnim prostorom, ki jih v tem primeru ni oziroma so minimalni. Če je prodajalec informacijsko dobro povezan z dobavitelji, lahko poteka prodaja tudi brez velikega skladišča, t. i. just in time nabava (material se nabavi točno takrat, ko ga potrebujemo in se ne nabavlja na zaloge). Vendar pa se v Sloveniji spletna trgovina zaradi nezaupanja in zlorab še ni tako zelo razvila, da bi kupci plačevali vse nakupe prek spleta s plačilnimi karticami. Večina spletnih trgovin zaradi tega omogoča plačevanje po prevzetju.

Za izdelovanje spletne trgovine se uporabljajo naslednja ogrodja:
- PHP:Odprtokodni programski jezik, ki se izvaja na strežniški strani in nam kot izhod največkrat vrne kodo HTML (odvisno kaj želimo)
- MYSQL: Je odprtokodna implementacija relacijske podatkovne baze, ki za delo uporablja jezik SQL. Napisana je v jezikih C in C++, obstajajo pa programski vmesniki za C, C++, Javo, Perl, PHP, Phyton in druge. Deluje na več operacijskih sistemih(Linux,Windows…).
- AJAX (asinhroni JavaScript in Xml) je skupina medsebojno povezanih spletnih razvojnih tehnik, uporabljenih za ustvarjanje interaktivnih spletnih aplikacij. S to tehnologijo si lahko spletne aplikacije izmenjujejo podatke s strežnikom asinhrono v ozadju, brez potrebe po ponovnem nalaganju strani. S tem je mogoče tekoče in hitrejše spremljanje ter spreminjanje vsebine na spletni strani.
- CSS (Cascading Style Sheets): so predloge, ki določajo izgled spletnih strani. Z njim določamo pisavo, velikost črk in vizualno predstavitev spletne strani.
- Power Designer: je orodje za modeliranje, ki podjetjem omogoča, da enostavneje vizualizirajo, analizirajo in upravljajo podatke o podatkih. Uporablja se ga predvsem pri analizi in načrtovanju informacijskega sistema, na podlagi česar se potem izdela fizično podatkovno bazo.
- Adobe DreamWeaver je aplikacija, ki nam je v pomoč pri razvoju spletnih aplikacij. Zadnja različica vključuje podporo za HTML, XSLT, ACTION SCRIPT, CSS, JavaScript, XML, ASP JavaScript, PHP,..

Prednosti nakupovanja:
Internet je dostopen 24ur na dan, kar omogoča ne le, da lahko porabnik kadarkoli pogleda informacije o izdelku, ampak opravi tudi nakup. Potem je tudi hitrost nakupovanja preko interneta. Kupiš danes, dobiš jutri. Uporabnik lahko preverja stanje svojih naročil in plačuje naročila ne da bi moral stati in čakati v vrsti. Ker preko interneta lahko pridobimo različne informacije o izdelkih, ki porabnika zanimajo, lahko s tem prihranimo veliko časa. Porabnik lahko z različnimi portali sam naredi okolje z novicami ,ki ga zanimajo.

Slabosti:
V številnih primerih kupec ne dobi jasnih podatkov o stroških pošiljanja, kar je še zlasti pomembno pri nakupih v tujini. Zelo redki so prodajalci, ki kupca seznanijo, katera zakonodaja velja v primeru spora. Samo 13% ponudnikov na spletnih straneh kupcem zagotavlja, da njihovih osebnih podatkov ne bodo posredovali tretjim osebam. Le 53% podjetji priznava kupcem možnost vrnitve naročenega blaga brez obveznosti in le slaba tretjina kupca obvešča o pritožbenem postopku. V nekaterih primerih se je med nakupovanjem naslov spletne strani spremenil, tako da kupec ni več vedel, s kom posluje. Samo 65% prodajalcev je izdalo potrdilo o naročilu in le 13% prodajalcev je kupce obvestilo, kdaj so blago odposlali.

## Poveza z ERP sistemom
Številne spletne trgovine si odločajo za povezavo z ERP sistemov. ERP ali Enterprise resource planning je sistem namenjen za lažje, učinkovtejše in hiterjše razpolaganje z zalogo in ostalimi resursi podjetja. Na podlagi članka iz častnika Fincance sistem omogoča beleženje in sinhronizacijo naročil, kupcev, prodajnega program, cen, zalog, itd. Po besedah slovenskega podjetja NoviSplet pa je ERP v večini primerov smiseln za spletne trgovine z 500 in več izdelki. Najbolj popularni ERP sistemi v Sloveniji so: Vasco, Pantheon, e-računi, Metakocka, SAOP...

## Načini plačevanja
Na globalnem trgu sta najpogostejši obliki plačevanja uporaba kreditne kartice ali preko ponudnikov za lažje in varnejše plačevenja, med katerimi prevladuje PayPal. V manj spletno dovzetnih trgih po navadi prevladuje tudi plačilo po prevzetju ali po predračunu. Druge alternative za plačevanje pa so:
- Plačevanje preko mobilnega operaterja - monete
- Bitcoin oz. ostale kriptovalute
- Debitna kartica
- Vrednostni ali darilni boni in vavčerji
- Plačilo preko položnice
- Ročno bančno nakazilo

## Dostava
Po prejetju naročila se lahko kupljen izdelek ali storitev prevzame na določene načine. 
Za fizične izdelke:
- Pošta: Izdelke je poslan po pošti na naslov, ki ga določi naročnik.
- Osebni prevzem v trgovini ali najbližji poslovalnici: Naročniki si v večini primerov izbere lokacijo poslovalnice kjer bo prevzel želeni izdelke. Prednost sta hitrost prejema in nižji stroški za naročnika saj v tem primeru ne plača poštnine

Za digitalne izdelke in vstopnice:
- Ročni prenos/Digitalna distribucija: metoda, ki se pogosto uporablja za digitalne medijske izdelke, kot so programska oprema, glasba, filmi ali slike.
- Tiskanje, zagotavljanje kode ali pošiljanje po elektronski pošti predmetov, kot so vstopnice in skripte (npr. Darilni boni in kuponi). Vstopnice, kode ali kupone je mogoče unovčiti v ustreznih fizičnih ali spletnih prostorih in pregledati njihovo vsebino, da se preveri ustreznost (npr. Zagotovila, da je pravica do vstopa ali uporabe unovčena ob pravem času in kraju, za pravi znesek v dolarjih in za pravilno število uporab).

1. ↑  »(Intervju) Več kot 80 odstotkov slovenskih podjetij ima neustrezno ali pomanjkljivo spletno stran«. FinancePRO. Pridobljeno 2. novembra 2020.